# Trellius certus
Trellius certus är en insektsart som beskrevs av Andrej Vasiljevitj Gorochov 1992. Trellius certus ingår i släktet Trellius och familjen syrsor. Inga underarter finns listade i Catalogue of Life.